# 薛覺先

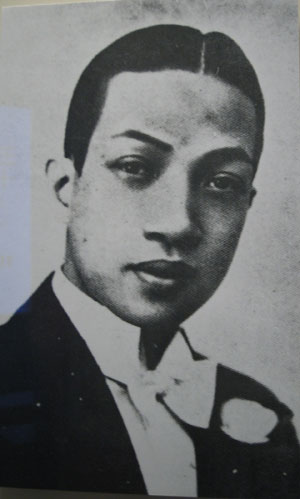
薛覺先

薛覺先（1904年4月7日—1956年10月31日），原名薛作梅，字平愷，廣東順德人，著名粵劇老倌，四大天王之一。因在家中排行第五，故有暱稱「薛老揸」（「揸」代指五，因廣州人好以五隻手指撮在一起稱「揸」）。

## 生平
薛覺先出身於粵劇世家，十兄弟中排行第五，二姊薛覺芳，三姊薛覺非及九弟薛覺明也是粵劇演員。
13歲就讀香港聖保羅書院，學名薛鑾梅。 15歲中途輟學，17歲在皮革鋪做學徒，18歲拜姐夫新少華為師。
1923年入人壽年班，因天資聰穎，20歲已擔任正印，與千里駒同台演出。1925年，在上海成立非非影片公司拍攝默片《浪蝶》，結識片中女主角唐雪卿（唐滌生的堂姐），結為夫婦。在上海的期間，昆劇及京劇對他起了很大啟發，他看見粵劇中亂穿服裝，覺得很不合理，下定決心吸收京劇場面和體制，引進粵劇，改革音樂、鑼鼓等技巧。
1927年，回到香港加入「天外天」、「新景象」、「大江東」等戲班。當時男角沒有化妝，最多劃黑少許眼眉毛。他卻參照梅蘭芳，在化妝方面更見色彩艷麗。1929年自組覺先聲劇團，旗下走紅的名伶有很多，包括新馬師曾、陳錦棠、麥炳榮、呂玉郎、羅品超、黃超武、陸飛鴻及林家聲等。
1933年9月27日自編、自演的粵語片《白金龍》率先在香港公映，大獲好評，之後在上海及廣州公映亦甚賣座，轟動粵、港、滬三地。
香港政府于1933年10月25日，正式公布批准男女同台演出，薛觉先领导的“觉先声剧团”成为首个有女性参演的剧团，薛觉先的太太唐雪卿是首位与男性同台演出的女伶人，首演地点是高升戏园。大半个月后的1933年11月15日，马师曾亦組織“太平男女劇團”于太平戏院演出，伙拍由廣州請來的譚蘭卿、上海妹和麥顰卿三名女伶人。到了1934年，粤剧男女班逐渐增多。薛覺先及馬師曾各自領導的「覺先聲劇團」和「太平劇團」競爭不輟，二人可謂一時瑜亮，故1930至1940年代乃所謂「薛馬爭雄」的時代。
陳皮梅原是粵劇全女班的文武生，演出的幾乎全是薛的名劇，稱譽為「女薛覺先」，粵劇造詣得到薛覺先的肯定， 1933年正式拜薛覺先為師。
薛覺先技藝全面，能演丑角、文武生、旦角、小生等等。大受歡迎的文唱武打名劇《胡不歸》，薛與上海妹及半日安合演時被觀眾稱為「原裝胡不歸」。
1954年，薛覺先離開香港定居廣州，出任廣州粵劇工作團藝術委員會主任及中國戲劇家協會廣州分會副主席，後來任全國政協委員。 52歲，在大陸演完「花染狀元紅」翌日便因腦溢血逝世，葬於三元里走馬崗八和墓園。

## 粵劇改革
薛覺先銳意改革粵劇。他取消“師約制”，打破紅船陋規，演出時制止小販叫賣，嚴禁人員隨意出入，以保良好秩序，廢棄“提綱戲”，杜絕“爆肚”，要求排演忠於劇本，唱做念打不得更動。腔調方面，他借鑒京劇，吸收江浙劇小曲和時代流行曲輕快流暢的長處，與小提琴家尹自重合作設計出一種字正腔圓，節奏感強，善於表達情意的新腔。因為新腔突破曲調原來的板眼及句格，所以人稱「薛腔」。樂器方面，他加進了小提琴、吐林必、瑟士風、吉他等西洋樂器及京劇鑼鼓，組成西樂部，與中樂部互相輝映。表演方面，薛覺先找來了袁小田教授北派功夫，自此粵劇便融合了京劇的武功，開創了北派的開打場面。他更是第一個在粵劇舞台和女伶人一起演出,及把粵劇搬上銀幕。
由於他的大膽革新，吸收京劇及電影等的化裝、布景及伴奏樂技巧，並且他對問字求腔及對劇本之追求，使粵劇在各方面的成長極大幫助。他終於贏得了“粵劇伶王”、“萬能泰斗”等美譽，並被英國倫敦“國際哲學科學藝術學會”聘為會員。

## 著名劇目

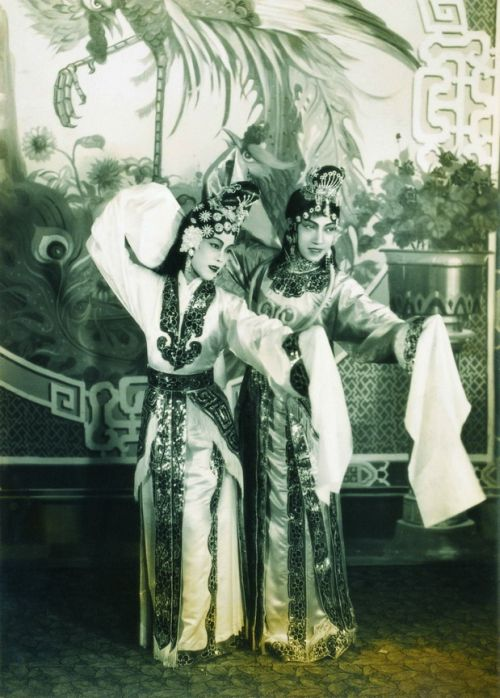
薛覺先與上海妹於1939年在普慶戲院演出《西施》舞台劇照

- 女兒香
- 天長地久（北伐革命戀愛悲劇）
- 胡不歸
- 胡不歸下卷
- 琴劍緣
- 雪影寒梅
- 姑緣嫂劫
- 半邊菩薩
- 璇宮艷史
- 五色玫瑰
- 倒運新郎
- 白鷹
- 月向那方圓
- 白金龍
- 天師印
- 聞香不是花
- 相思盒
- 靈犀一點通
- 花香襯馬蹄
- 難忍相思淚
- 子敵妻仇

## 電影作品

### 電影製作
監製（1部）
- 麻雀經（1939年）

故事（1部）
- 璇宮艷史（上集）（1957年）

編劇（5部）
- 俏郎君（1935年）
- 沙三少（1935年）
- 荼薇香（1936年）
- 俏郎君下集（1936年）
- 桃李爭春（1939年）

導演（6部）
- 俏郎君（1935年）
- 沙三少（1935年）
- 俏郎君下集（1936年）
- 荼薇香（1936年）
- 續白金龍（1937年）
- 桃李爭春（1939年）

### 電影演出
演員（39部）
- 毒玫瑰（1935年）
- 俏郎君（1935年）
- 生活（1935年）
- 俏郎君下集（1936年）
- 荼薇香（1936年）... 張甘禮
- 離恨曲（1937年）
- 續白金龍（1937年）
- 最後關頭（1938年）
- 桃李爭春（1939年）... 年青音樂家
- 一曲魂銷（1939年）
- 花花公子（1939年）
- 第八天堂（1939年）
- 姑緣嫂劫（1939年）... 程雪鴻
- 銀燈照玉人（1940年）... 公子
- 風流皇后（1940年）... 崔文蘭
- 地久天長（1940年）... 陳少明
- 胡不歸（1940年）... 萍生
- 天作之合（1941年）
- 花好月圓（1941年）
- 孤島情俠（1941年）
- 最後勝利（1946年）
- 冤枉相思（1947年）... 梅夢雲
- 仱星大集會（1947年）
- 新白金龍（1947年）... 白金龍
- 胡不歸（下卷）（1947年）... 萍生
- 情韻動春心（1947年）
- 歸來燕（1948年）... 陳志超
- 春風得意（1948年）... 薛天籟
- 人面桃花相映紅（1949年）... 盧子超
- 孟麗君（1949年）
- 人海萬花筒（1950年）
- 斷腸姑嫂斷腸夫（1950年）... 司馬靈香
- 帝苑春心化杜鵑（1951年）... 分飾 蜀國望帝／大皇子杜宇
- 紅白金龍（上集）（1951年）... 洪錦隆
- 紅白金龍（下集）（1951年）... 洪錦隆
- 十奏嚴嵩（1952年）... 嘉靖帝
- 真假武潘安（1952年）
- 朱門紅淚（1952年）... 華秀青
- 伶王艷史（1953年）... 宋玉郎

## 家人
1927年5月28日，薛覺先與粵劇名伶唐雪卿於廣州結婚，自此夫唱婦隨，唐雪卿其後並成為薛覺先所組成的粵劇劇團覺先聲劇團的主要成員。 二人育有一名兒子薛鴻楷。 1955年，唐雪卿在廣州病逝，薛覺先於廣州續娶護士張德頤。

## 故居
2013年6月10日深夜，香港麗豐控股附屬公司廣州翠樺地產置業有限公司不理會當局發出的「緩拆令」，偷偷使出兩台挖土機，將位於廣州市越秀區觀綠路和詩書路交界的金陵台和妙高台強行拆毀，事件引起社會嘩然。這兩棟建築物是中華民國時期的建築。薛覺先曾於二十世紀五十年代初在妙高台四號居住了兩三年。時任香港旅遊發展局主席林建岳乃該公司的法定代表人。
事实上早于2012年5月，翠桦公司曾强拆妙高台一半,引起轩然大波。广州市规划局曾发出《关于暂缓拆除越秀区诗书路两处建筑的函》，但这份限期不明的“缓拆令”如今并无法阻止两幢建筑被毁。2012年的清拆亦有遭到过市文广新局的制止，其聘请专家在现场勘查后认定，金陵台和妙高台这两座建筑物为民国时期兴建的建筑物，具有较好的历史、科学和艺术价值，建议作为历史建筑予以保留，并采取必要的措施加以保护。
就在当月，市国土房管局通知翠桦公司暂缓对金陵台2、4号和妙高台1、3号等房屋的拆除，并于同年8月对翠桦公司拆迁延期手续作退案处理，并建议该公司向市规划局申请明确规划红线范围后，再申请拆迁延期。
在第二次拆楼后，妙高台业主入禀越秀区法院控告清拆方翠桦公司侵犯其所有权，索偿481万元，2014年8月1日法院裁定不予支持原告，其中判词指政府在出让土地使用权时均未提出涉案房屋属于历史建筑不能拆除，又指案件审讯期间，文物管理部门有明确表示涉案房屋不属于文物保护单位，也不属于尚未核定为文物保护单位的不可移动文物，规划部门也表示涉案房屋不属于广州市第一批历史建筑。

## 相關媒體
- 舞台劇《南海十三郎》、電影《南海十三郎》、電視劇《南海十三郎》，由梁漢威飾演

## 外部連結
- 薛覺先先生簡介
- 粵劇名伶：薛覺先
- 白金龍的影像 （页面存档备份，存于）
- 薛覺先在互联网电影资料库（IMDb）上的資料（英文） Kok-Sin Sit
- 薛覺先在互联网电影资料库（IMDb）上的資料（英文） Jue-xian Xue
- 薛覺先在香港影庫上的簡介